# Sofia Bisi Albini
Sofia Bisi Albini (Milano, 26 febbraio 1856 – Rapallo, 17 luglio 1919) è stata una scrittrice e giornalista italiana.

## Biografia
Figlia di un ricco esponente della borghesia terriera lombarda e moglie dello scultore Emilio Bisi che sposò nel 1883 e da cui ebbe quattro figli; tra cui Antonietta, che fu una affermata pittrice. Dopo aver frequentato la Scuola superiore femminile di Milano, iniziò un’intensa attività intellettuale, di studio e di elaborazione culturale che la portò a dirigere la Rivista per signorine e poi, nel primo decennio del Novecento, l’importante Vita femminile italiana. Sostenitrice delle teorie di Maria Montessori, e vicina allo spiritualismo di Antonio Fogazzaro, Sofia apre la sua Vita femminile ai gruppi modernisti: per lei l’impegno femminista è strettamente legato ad una rinnovata religiosità e allo sviluppo di una più elevata dimensione spirituale che può alimentare la necessaria rigenerazione morale di tutta la società.

## Attività

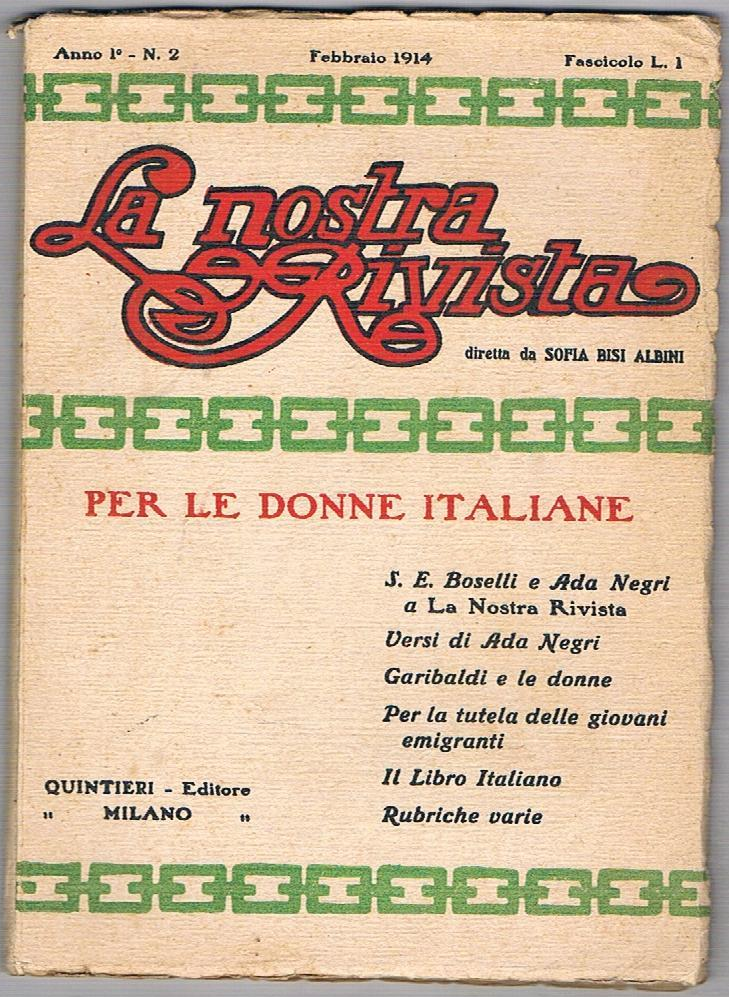
Fascicolo n. 2 Anno 1 Febbraio 1914

Iniziò giovanissima a scrivere romanzi e novelle con lo pseudonimo di Donna Conny. Collaborò alle pagine letterarie di importanti periodici e giornali dell'epoca tra cui «L'Illustrazione italiana», «Nuova antologia», «Il Corriere della sera». Seguì con interesse lo sviluppo della stampa femminile e contribuì con articoli a molte riviste, in particolare a «Cordelia». Curò la traduzione di uno dei più diffusi romanzi per l'infanzia del XIX secolo, Incompreso della scrittrice Florence Montgomery. Fu protagonista della vita culturale e letteraria milanese infatti ebbe rapporti con numerose letterate a lei coeve, in specie con Ada Negri, del cui romanzo, Fatalità, scrisse la prefazione. Al centro del suo interesse vi furono i temi dell'educazione e della formazione femminile; come detto fu sostenitrice di nuovi metodi pedagogici, organizzò corsi per le donne dei ceti popolari e fondò una biblioteca per donne operaie. Favorevole all'emancipazionismo femminile nella sua forma moderata fece parte dell'associazione Unione femminile nazionale e propugnò un femminismo pratico, non ideologico. Nel 1907 organizzò il I Congresso di educazione femminile, nel 1908 partecipò al I Congresso internazionale delle donne, organizzato dal Consiglio nazionale delle donne italiane, con una relazione sulla figura femminile nella letteratura italiana. Durante la Grande guerra fu accesa interventista e fondò l'associazione patriottica «Le seminatrici di coraggio».
Intensa fu la sua attività in campo pubblicistico. Fondò e diresse tre riviste: «Rivista per signorine» (1894-1913), «Vita femminile italiana» (1907-1913) e «La Nostra rivista» (1914-1917) e contribuì alla nascita di periodici per l'infanzia fra cui il «Giornale dei bambini» e il «Piccolo Italiano».
La sua vasta produzione letteraria per l'infanzia e l'adolescenza ne fa una figura importante in questo campo, tanto da indurre qualche critico a definirla come l'«Alcott italiana». Tra le sue opere più importanti: Donnina forte con prefazione del Fogazzaro (1879), Una nidiata (1890), Omini e donnine (1893), Il figlio di Grazia (1898). Nei suoi scritti domina una cultura della maternità esaltata negli aspetti più spirituali e educativi; la maternità è per lei l'essenza della femminilità, una «dote» femminile che è compito delle donne trasformare in un valore sociale. Credente, fu vicina alle posizioni del modernismo cattolico.